# Mulay Sulayman
Abu al-Rabi Mulay Sulayman ibn Muhammad, Mulay Sulayman o Slimane (àrab: مولاي سليمان, mūlāy Sulaymān) (Tafilalt, 1766 – Marràqueix, 1822) fou sultà del Marroc de la dinastia alauita. Era fill de Mulay Muhammad III.
Davant la impopularitat del seu germà Mulay Yazid, que ocupava el tron des de 1790, un altre germà, Mulay Hisham, es va revoltar a Marràqueix el 10 de desembre de 1790 i es va proclamar sultà. A la batalla de Marràqueix entre Hisham i Yazid aquest fou derrotat i mort (23 de febrer de 1792). Llavors Mulay Sulayman es va revoltar a Fes (i a Meknès) i es va proclamar sultà l'11 de març de 1792 i fou reconegut aviat a Salé i Rabat (13/14 d'abril de 1792). Un altre germà Mulay Abd al-Rahman ibn Muhammad s'havia apoderat de Tafilalt i el Sus i es va mantenir rebel fins a la seva mort (1797), i encara un altre, Mulay Maslama ibn Muhammad, es va rebel·lar a la part nord-oest del país.
Hisham, que era reconegut a Marràqueix i a Azemmur, aviat es va cansar del poder; perduda Azemmur i abandonat pel seu germà Abd al-Salam, governador d'Agadir (que es va passar a Sulayman), la lluita amb els seus germans era problemàtica, i el gener del 1795 va abdicar en Sulayman. L'octubre els seus partidaris a Marràqueix el van pujar de nou al tron, en oposició a Sulayman però va abdicar definitivament el 29 de novembre de 1797 deixant via lliure al Sulayman com a únic sultà. Mulay Abd al-Rahman havia mort poc abans i Mulay Maslama no va tardar a marxar a l'exili a Egipte. Els governadors (pashas) de Salè i altres ports més al sud no van reconèixer a cap pretendent i de fet van esdevenir independents des de 1795. El 1796 Sulayman ja era considerat el sobirà legítim pels estats europeus i el gener del 1797 va sotmetre la turbulenta província de Shawiya i va obligar els Abda i als Dikkala a reconèixer-lo, entrant finalment a Marràqueix el desembre de 1797. Hisham es va retirar a la zawita d'al-Sharabi. Aprofitant aquests conflictes el governador otomà d'Alger es va apoderar de Wadja (Oudja) però el 1797 Sulayman va demanar a Muhammad Pasha l'evacuació i els algerians hi van accedir.
Sulayman va aconseguir posar fi a les accions dels pirates que tenien per base la seva costa amb una llarga tradició d'operacions contra els vaixells comercials estrangers i que havia provocat un llarg conflicte amb Espanya i Portugal. A Marraqueix va fer reconstruir la mesquita d'Ali ibn Yussef sense deixar ni rastre de l'antiga mesquita almoràvit del mateix nom que datava del segle xii. El 1805 es va rebel·lar Muhammad Darhazi a Ouazan, però el va derrotar.
Va tenir l'oposició de les tribus amazigues, especialment els sanhadja, zenetes i zammours, que s'hi van enfrontar i van atacar repetidament als seus generals. La rebel·lió tenia el seu punt principal a la serralada de l'Atles central i fou dirigida per Abu Bakr Amhaus o Sidi Muhammad U-Nasir Amhaush (1811-1816). El 1805 va intervenir en favor de Tlemcen revoltada contra el vey d'Algèria occidental Muhammad Mukallash, però se li va oposar la confraria dels Derkawa. Sulayman va haver de lluitar contra els amazics els deu últims anys del seu regnat. En la quarta expedició contra els amazics Ayt U-Malu, el seu fill Ibrahim va resultar mort. Es van fer tres expedicions contra el Rif, tres al Sus, Draa i Sàhara (contra els Ayt Idrasan, Garwan i Ayt Atta). Aquestes campanyes portaven la fam als camps i de vegades la pesta (el 1818-1820)
Per evitar la propagació d'idees revolucionàries i anti-islàmiques va prohibir als seus súbdits de viatjar fora del país i va restringir els contactes amb els estats cristians al mínim. Tots els cònsols i diplomàtics es van haver de traslladar a Tànger i l'accés a l'interior del país va esdevenir impossible pels europeus. Aquesta política serà mantinguda pels seus successors. En relació als Estats Units va mantenir una relació fluida tot i que minsa donada la distància entre els dos països.
El 1820 Fes es va revoltar contra el governador al-Saffar; els revoltats van cridar a les tribus amazigues en ajut i van elegir com a sultà a Mulay Ibrahim ibn Yazid, nebot de Sulayman (1 de novembre de 1820), i quan va morir a Tetuan el 1821 el va succeir el seu germà Mulay Said, però Sulayman va poder liquidar la revolta assetjant Fes que va ocupar el març/abril del 1822. El mateix 1822 va atacar a la zawiya de Shrardas o Sharradiyya prop de Marràqueix però fou derrotat a les portes de la ciutat i fou fet presoner, però se'l va deixar marxar a Marràqueix. Va morir a la casa de govern (Dar al-Makhzan) de Marràqueix el 28 de novembre de 1822 sent enterrat al mausoleu alauita de la ciutat. Va deixar onze fills i unes quantes filles.
Mulay Slimane fou l'autor d'algunes obres, la més coneguda de les quals és el Inayat Ula li al-Majd, dedicat a un dels seus mestres, Muhammed ibn Abd al-Salam al-Fasi, i tracta sobre els orígens del Fasi al-Fihris. Un altre assaig notable és el Hawashi 'ala Sharh al-Kharshi, un treball sobre religió. Algunes de les seves altres obres són el Taqayid fi Hukm al-Ghina i la Risala fi Hukm al-Ghina (aquesta modelada seguint la Kitlb al-Sama' wa al-Raqsla d'Ibn Taymiyya). Va deixar també diverses cartes.